# Holló István (orvos)
Holló István (1926. március 25. - 2007. június 7.) magyar orvos, belgyógyász, endokrinológus, oszteológus, a Semmelweis Egyetem I. számú Belgyógyászati Klinikájának volt igazgatója, emeritus professzora, rektor- és dékánhelyettese.

## Életpályája
1945-ig Jászberényben élt, ahol édesapja gyakorló orvosként működött. 1943-ban tett jeles érettségije ellenére nem vették fel az egyetemre, ezért autószerelőnek tanult, miközben egy autóbuszüzemben dolgozott. Az ország német megszállása után munkaszolgálatra hívták be, majd deportálták. Innen visszatérve 1945-ben kezdte meg orvosi tanulmányait Budapesten, 1951-ben végzett.
Ezen időpont óta a Semmelweis Egyetem I. sz. Belgyógyászati Klinikája jogelődeinek munkatársa volt.
A Semmelweis Egyetem I. számú Belgyógyászati Klinikájának igazgatója volt 1963 és 1965, majd 1981 és 1993 között. 
1975-től egyetemi tanár, rektor (1985. szeptember 1.)- és dékánhelyettes (1979. szeptember 1. – 1985. augusztus 31 között), majd megkapja az emeritus professzori rangot (1999).
1996 július 1-jén vonult nyugdíjba, hosszú betegség után hunyt el, 2007-ben.

## Társadalmi szerepvállalása
- A Magyar Osteoporosis és Osteoarthrologiai Társaság megalapítója és első, majd örökös tiszteletbeli elnöke.
- Számos tudományos társaság tagja.

## Munkái
- Vizsgálatok endokrin vonatkozású osteoporosisban. Kandidátusi értekezés. Bp., 1963.
- Osteoporosisok (Bender Györggyel). Bp. 1967.
- A kalciumanyagcsere hormonális szabályozása osteoporosisban. Doktori értekezés. Bp., 1974.
- Anyagcsere-csontbetegségek a felnőttkorban. Bp. 1986.
- Osteoporosis (Szathmári Miklóssal). Bp. 1994.

## Tudományos fokozatai
- 1963: az orvostudományok kandidátusa;
- 1975: az orvostudományok doktora.

## Díjai, elismerései
- 1986: kiváló orvos
- 1988: Semmelweis Emlékérem és emlékelőadás
- 1991: Korányi Emlékérem és emlékelőadás
- 1993: Apáczai Csere János díj
- 1993: SOTE Aranygyűrű
- 1994: Polgár Ferenc „Pro Osteologia” életműdíj